# David Bailey

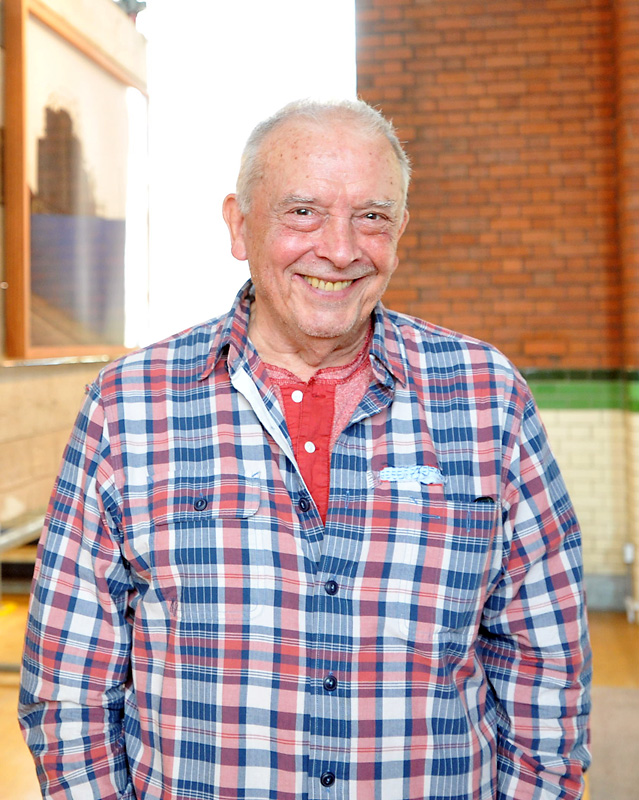
David Bailey 2012.

David Royston Bailey, född 2 januari 1938 i East End i London, är en brittisk fotograf.
Bailey växte upp i Londons East End och började fotografera då han 1956–1958 gjorde sin värnplikt. Han började med fågelmotiv men kom efterhand att fotografera i olika sammanhang. Bailey började arbeta som assistent åt den brittiske modefotografen John French 1959. År 1960 kontrakterades han som modefotograf av brittiska Vogue, senare även av chefredaktören Diana Vreeland på amerikanska Vogue.
David Bailey upplevde under 1960-talet en enastående framgång. Han fick ett betydande inflytande som modefotograf under 1960-talet. Bailey fungerade som inspiration och förebild för fotografen i filmen Blow-up – förstoringen (1966), av regissören Michelangelo Antonioni (fotografen spelades av David Hemmings). Bailey blev något av "hovfotograf" åt innefolket i 1960-talets Swinging London och i sig själv en av stadens mer kända personligheter under perioden. 1964 publicerade Bailey Box of Pin-Ups, foton av de 150 mest kända personligheterna i London vid denna tidpunkt och kom därmed att definiera vem som var inne. Han arbetade mycket med modellerna Penelope Tree och Jean Shrimpton. Bailey arbetade inte enbart som modefotograf, utan fotograferade även musiker som Rolling Stones (Mick Jagger var best man på hans bröllop med Catherine Deneuve) och brottslingar som bröderna Kray. Bailey var fortfarande verksam som fotograf 2013 och ägnar sig även åt måleri.
Privat har Bailey haft längre relationer med modellerna Jean Shrimpton och Penelope Tree, och han har varit gift fyra gånger med i tur och ordning Rosemary Bramble, Catherine Deneuve (gifta 1965–1972), Marie Helvin och Catherine Dyer. Med Dyer har Bailey varit gift sedan 1986.